# کاری براتست داله
کاری براتست داله (نروژی: Kari Brattset Dale؛ زادهٔ ۱۵ فوریهٔ ۱۹۹۱) بازیکن هندبال زن اهل نروژ است.